# Во-сюр-Мер
Во-сюр-Мер (фр. Vaux-sur-Mer) — коммуна во Франции, находится в регионе Пуату — Шаранта. Департамент коммуны — Шаранта Приморская. Входит в состав кантона Руайян-Запад. Округ коммуны — Рошфор.
Код INSEE коммуны — 17461.

## Население
Население коммуны на 2010 год составляло 3876 человек.
| 1962 | 1968 | 1975 | 1982 | 1990 | 1999 | 2010 |
| ---- | ---- | ---- | ---- | ---- | ---- | ---- |
| 1368 | 1798 | 2163 | 2481 | 3054 | 3442 | 3876 |